# Thomas Butiller
Thomas Butiller est un prêtre anglais de la fin du XIVe siècle et du début du XVe siècle.

## Biographie
Butiller est mentionné pour la première fois en tant que recteur de Buriton en 1373, poste qu'il occupe jusqu'en 1382.
L'année suivante, il devient archidiacre de Salisbury (en), mais échange l'année suivante cette fonction avec William Potyn, récupérant la paroisse de Lyminge. Ce bénéfice est échangé en 1385 contre la prébende de Sidlesham qu'il conserve jusqu'en 1389.
Il est archidiacre de Northampton (en) de 1386 à 1402, chanoine (12e stalle) de la chapelle Saint-Georges de Windsor de 1387 à 1389 et doyen de Windsor de 1389 à 1402. L'une de ses fonctions à Windsor consiste à superviser l'enlèvement des cygnes.
Il est prébendier de Leighton Buzzard à la cathédrale de Lincoln de 1389 à 1391, puis de Colworth (en) au sein de la cathédrale de Chichester de 1389 à 1402. Son nom a été proposé pour devenir chanoine de la cathédrale de Canterbury, mais il n'y a pas été admis. Sa dernière fonction fut à Brightling.